# Exklusive
Die Exklusive (vom lateinischen ius exclusivae, Recht der Exklusive; auch exclusiva vota, exclusiva sententia) war das von katholischen Monarchen beanspruchte Vetorecht, bestimmte Personen bei der Papstwahl (Konklave) durch einen beauftragten Kronkardinal oder Kardinalprotektor von der Wahl auszuschließen.
Beansprucht und verwendet wurde die Exklusive von Spanien, Frankreich, dem Heiligen Römischen Reich (bis 1806) und Österreich (nach 1806).
Ausgeübt wurde die Exklusive zum Beispiel 1721 und 1724 von Kaiser Karl VI. gegen Fabrizio Paolucci, den Kardinalstaatssekretär von Papst Clemens XI.
Letztmals wurde die Exklusive 1903 nach dem Tode von Papst Leo XIII. vom Krakauer Kardinal Jan Puzyna de Kosielsko im Auftrag von Kaiser Franz Joseph I. gegen Kardinal Mariano Rampolla del Tindaro vorgebracht. Gewählt wurde schließlich der Patriarch von Venedig, Giuseppe Sarto, und nahm den Namen Pius X. an. Dieser hob die Exklusive auf. In der Apostolischen Konstitution Commissum nobis vom 20. Januar 1904 untersagte er jedem Kardinal bei Strafe der Exkommunikation, dem Konklave eine Exklusive zu überbringen.
| Konklave  | Gegen Kardinal                     | Herrscher               | Land                     |
| --------- | ---------------------------------- | ----------------------- | ------------------------ |
| 1644      | Giulio Cesare Sacchetti            | Philipp IV.             | Spanien                  |
| 1655      | Giulio Cesare Sacchetti            | Philipp IV.             | Spanien                  |
| 1669–1670 | Benedetto Odescalchi               | Ludwig XIV.             | Frankreich               |
| 1700      | Galeazzo Marescotti                | Ludwig XIV.             | Frankreich               |
| 1721      | Fabrizio Paolucci                  | Karl VI.                | Heiliges Römisches Reich |
| 1721      | Francesco Pignatelli               | Philipp V.              | Spanien                  |
| 1730      | Giuseppe Renato Imperiali          | Philipp V.              | Spanien                  |
| 1758      | Carlo Alberto Guidobono Cavalchini | Ludwig XV.              | Frankreich               |
| 1774–1775 | Giovanni Carlo Boschi              |                         | Spanien/Frankreich       |
| 1823      | Antonio Gabriele Severoli          | Franz I. von Österreich | Österreich               |
| 1830–1831 | Giacomo Giustiniani                | Ferdinand VII.          | Spanien                  |
| 1903      | Mariano Rampolla del Tindaro       | Franz Joseph I.         | Österreich               |

Benedetto Odescalchi wurde im Konklave 1676 zu Papst Innozenz XI. gewählt.
Beim päpstlichen Konklave 1846 vertraute der österreichische Staatskanzler Klemens von Metternich das österreichische Veto gegen Kardinal Giovanni Maria Mastai-Ferretti dem Erzbischof von Mailand, Kardinal Karl Kajetan von Gaisruck, an. Dieser traf aber zu spät im Konklave ein. Mastai-Ferretti wurde gewählt und regierte 31 Jahre als Pius IX. Dem widersprach jedoch der Kirchenhistoriker Hubert Wolf. Vielmehr hätte sich die Exklusive gegen Tommaso Bernetti gerichtet.